# Ізарова Ірина Олександрівна
Ірина Ізарова (нар. 1981, Київ) — українська науковець, юристка, професорка Київського національного університету імені Тараса Шевченка, головна редакторка провідного юридичного видання «Access to Justice in Eastern Europe». Сфера наукових інтересів: цивільний процес, доступ до правосуддя, міжнародний цивільний процес, європейський цивільний процес, порівняльний цивільний процес, міжнародне приватне право, судоустрій, електронне судочинство, ADR, ODR.

## Біографія
У 2015 році опублікувала монографію «Теоретичні основи цивільного процесу Європейського Союзу» (2015).
У 2017 році захистила докторську дисертацію на тему гармонізації європейського цивільного процесу та цивільного процесу України. Докторка юридичних наук (спеціальність 12.00.03 — цивільне право, цивільний процес, міжнародне приватне право, сімейне право).
З 2017 року членкиня European Law Institute  та членкиня Консультативного комітету проєкту 'From Transnational Principles to European Rules of Civil Procedure', керує проєктом з перекладу Європейських модельних правил цивільного процесу українською мовою.
У 2021 році отримала звання професора кафедри Навчально-наукового інституту права Київського національного університету імені Тараса Шевченка, МОН України.

## Діяльність в сфері наукової періодики
З 2018 року очолює редакцію наукового журналу «Access to Justice in Eastern Europe». Це перше юридичне видання в Україні, індексоване в Web of Science Core Collection, ESCI (2020) та в Scopus (2021), член COPE (2021).
Водночас, активно працює на посаді заступниці головного редактора «Вісника Київського національного університету імені Тараса Шевченка. Юридичні науки», провідного юридичного видання України, заснованого в 1958 р.
З 2021 році очолює Українське регіональне відділення Європейської асоціації наукових редакторів, яке активно працює над поширенням найкращих світових практик наукової періодики.

## Наукова діяльність
Є керівницею двох білатеральних проєктів: спільного українсько-литовського проекту «Посилення альтернативного вирішення спорів в Україні та Литві: пошук рішення для транскордонних спорів» 2020—2021 рр. та спільного українсько-австрійського науково-дослідного проєкту на 2021—2022 рр. «На шляху до сталого правосуддя в умовах сучасних викликів: пошук найкращих шляхів вирішення цивільних та господарських спорів і посилення співпраці між Україною та Австрією» (2021—2022 рр.).
З 2021 року учасниця польсько-литовсько-український проєкт «Вплив пандемії COVID-19 на систему правосуддя. Практика та запропоновані рішення», що фінансується Польським національним агентством з питань академічного обміну (NAWA) на 2021—2022 рр.
З 2021 року членкиня Науково-технічної ради Київського національного університету імені Тараса Шевченка; експертка наукової секції Міністерства освіти і науки України.
Членкиня Науково-консультативної ради при Голові Верховної Ради України.
Співорганізаторка та учасниця міжнародних конференції, зокрема:
1. Першого міжнародного конгресу з цивільного процесуального права «The Challenges of Global and Digital Sustainable Development» (членкиня Наукового комітету конгресу, модераторка панелі 1 конгресу,  20-21 травня 2021 року)[11];
2. Міжнародного вебінару, присвяченого обговоренню Європейських модельних правил цивільного процесу «The European Rules of Civil Procedure against the Background of Comparative Law», спільно з професором Трунком, директором Інституту східноєвропейського права Університету Крістіана Альбрехта, Німеччина, 25-26 травня 2021 року;
3. International Conference at the Occasion of the European Day of Justice «Bringing Justice Closer to European Citizens», Gdansk University, October 25-26, 2019, Poland;
4. Міжнародної конференції «Малозначні спори: європейський та український досвід вирішення», 23-24 лист. 2018 р.[12][2]
5. Міжнародної конференції «Україна на шляху до Європи: реформа цивільного процесуального законодавства», Київ, 7 лип. 2017 р[12][13].;
6. Міжнародної конференції «Європейські стандарти захисту прав у цивільному судочинстві: випробування часом», Київ, 26 верес. 2014 р. та ін.

Авторка більше 100 наукових публікацій, серед яких:
Ізарова І. О. Теоретичні засади цивільного процесу ЄС: монографія. — Київ: ВД Дакор, 2015, 336 с.
Доступ до правосуддя в умовах сталого розвитку: до 30-річчя незалежності України: Колективна монографія / за заг. ред. Юрія Притики та Ірини Ізарової. — Київ: ВД «Дакор», 2021. — 478 с.
Ізарова І. Модельні правила європейського цивільного процесу ELI-Unidroit / Вісник Київського національного університету імені Тараса Шевченка. Юридичні науки, № 2 (117) 2021, С. 24-29.
Izarova Iryna Enhancing judicial cooperation in civil matters between the EU and Ukraine: first steps ahead in EU Civil Procedure Law and Third Countries: Which Way Forward? ed. by A. Trunk and N. Hatzimihail, Nomos, Hart Publishing, 2021, 336 p., pp. 191–212.
Izarova I. Rethinking Civil Procedure: Formality vs. Informality in Kieler Ostrechts-Notizen (Kiel Journal of East European Law) 1-2/2020 26-30.
Зб. наук. праць учасників міжнар. семінару «Поширення литовського досвіду альтернативного вирішення спорів в Україні», за заг. ред. Ірини Ізарової, Вітаутаса Некрошюса. Київ: ВД Дакор, 2020, 142 с.
Iryna Izarova, Vytautas Nekrošius, Vigita Vėbraitė, Yurii Prytyka Legal, Social and Cultural Prerequisites for the Development of ADR Forms in Lithuania and Ukraine. Teise (Law), Vol. 116 (2020) P. 8-23.
Izarova Iryna, Szolc-Nartowski Bartosz, Kovtun Anastasiia Amicus Curiae: Origin, Worldwide Experience and Suggestions for East European Countries  in Hungarian Journal of Legal Studies Vol. 60, No 1, 2019, Рp. 18–39. 
Izarova Iryna Strengthening Judicial cooperation in civil matters between the EU and neighboring countries: the example of Ukraine and the Baltic states in Baltic Journal of Law &Politics, Vol. 12, No 2, 2019, pp. 115–133.
Ізарова І. О. (заг. ред.) Науково-практичний коментар до цивільного процесуального законодавства Європейського Союзу: Частина 2 / Кол. авт. І. О. Ізарова, Р. Ю. Ханик-Посполітак, Н. Ю. Панич, А.С Ковтун. — Київ: ВД «Дакор», 2018, 568 с.